# Distrikt Ayabaca
Der Distrikt Ayabaca liegt in der Provinz Ayabaca in der Region Piura in Nordwest-Peru. Der Distrikt wurde am 2. Januar 1857 gegründet. Er hat eine Fläche von 1534 km². Beim Zensus 2017 lebten 33.482 Einwohner im Distrikt. Im Jahr 1993 betrug die Einwohnerzahl 38.338, im Jahr 2007 38.730. Verwaltungssitz ist die 2714 m hoch gelegene Provinzhauptstadt Ayabaca mit 6151 Einwohnern (Stand 2017). Die Inkaruine Aypate befindet sich 17,5 km ostsüdöstlich von Ayabaca.

## Geographische Lage
Der Distrikt Ayabaca liegt in der peruanischen Westkordillere im Nordosten der Provinz Ayabaca. Er hat eine Längsausdehnung in NW-SO-Richtung von etwa 60 km sowie eine maximale Breite von etwa 30 km. Die östliche Distriktgrenze verläuft entlang der kontinentalen Wasserscheide. Das Gebiet wird nach Nordwesten über den Río Calvas, den linken Quellfluss des Río Macará, entwässert.
Der Distrikt Ayabaca grenzt im Norden an Ecuador. Der Río Calvas sowie dessen linker Quellfluss Río Espindola verlaufen entlang der Staatsgrenze. Im Südosten grenzt der Distrikt Ayabaca an den Distrikt El Carmen de la Frontera, im Süden an den Distrikt Pacaipampa sowie im Westen an die Distrikte Lagunas, Montero, Sícchez und Jililí.